# Arved Fuchs

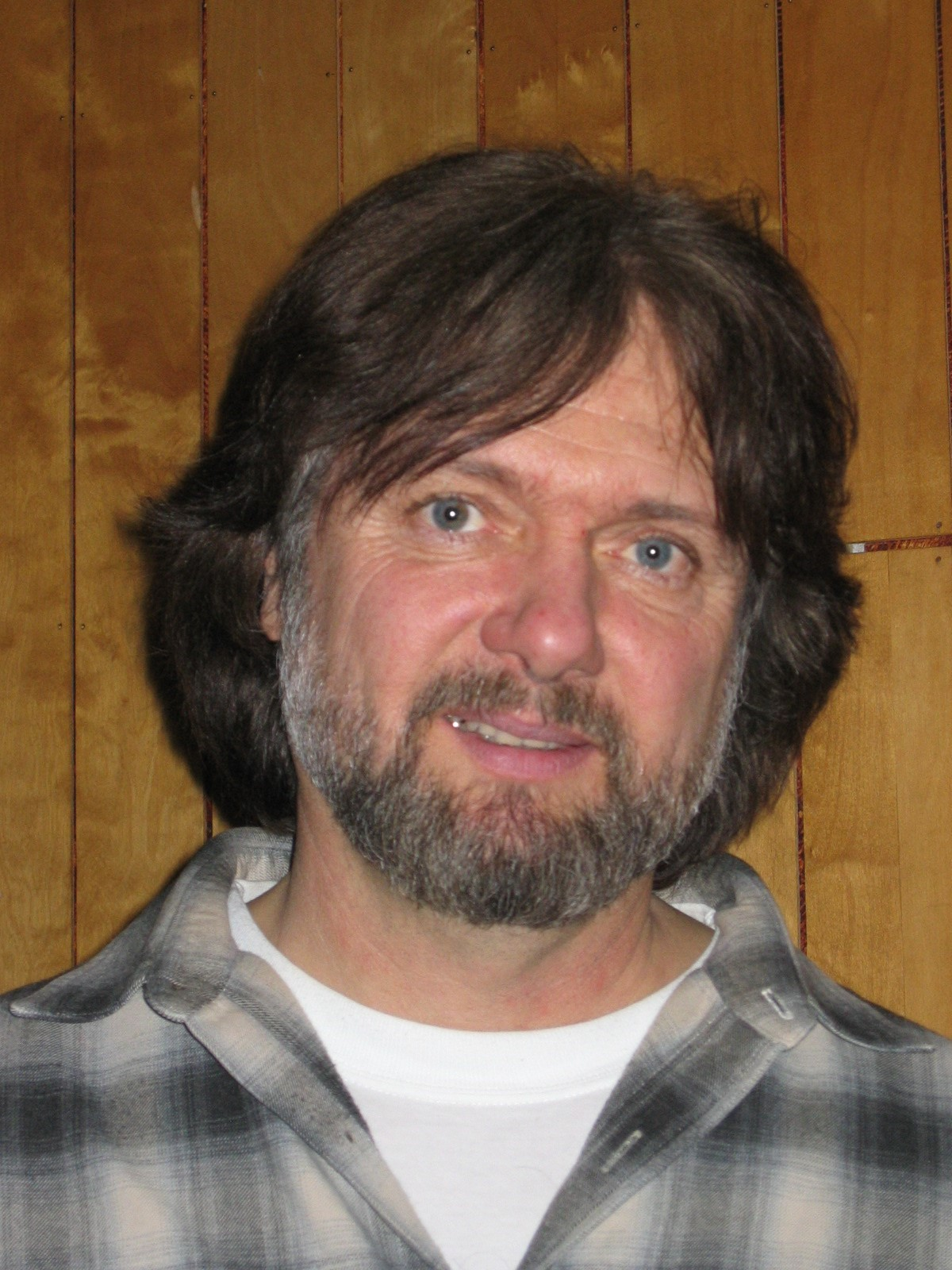
Arved Fuchs en Brunswick.

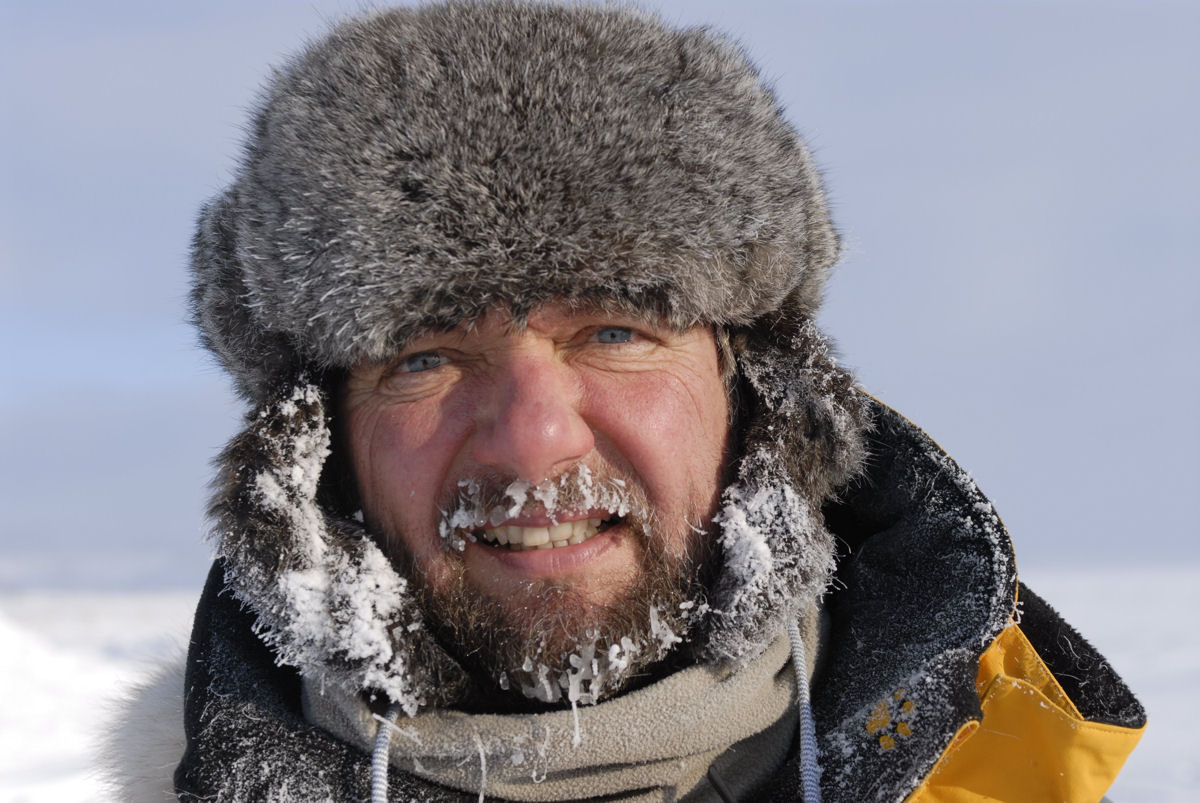
Marzo de 2006

Arved Fuchs (n. 26 de abril de 1953 en Bad Bramstedt, Schleswig-Holstein) es un explorador alemán. El 30 de diciembre de 1989, Fuchs junto con el famoso escalador Reinhold Messner fueron los primeros hombres en llegar al polo Sur sin ayuda de animales o motorizada, lo hicieron sobre esquíes y con ayuda del viento (vela).
Muchas de sus expediciones las ha realizado en el agua, tales como el intento fracasado de navegar alrededor del polo norte en un bote tradicional a vela (1991-1994). Ese bote llamado Dagmar Aaen, aun es utilizado por Fuchs en sus expediciones.

## Obras
- In Shackleton's wake. transl. Martin Sokolinsky. Dobbs Ferry, NY: Sheridan House. 2001. ISBN 978-1-57409-138-0.